# Slag op de vlakte van Issus
De Slag op de vlakte van Issus vond plaats begin april 194. Het was een veldslag tussen twee Romeinse legers, waarbij het ene leger aangevoerd werd door keizer Septimius Severus, en het andere leger door de tegenkeizer Pescennius Niger. Na de veldslagen bij Cyzicus en Nicaea was dit het laatste treffen tussen beide keizers, welke gewonnen werd door Septimius Severus.

## Achtergrond
Na het aftreden van keizer Didius Julianus werd Septimius Severus door de senaat tot keizer uitgeroepen. Zijn positie was niet geheel onomstreden. In het oosten maakte Pescennius Niger nog altijd aanspraken op de alleenheerschappij. Vanuit Syrië wilde hij oprukken naar het westen om zich de macht toe te eigenen, maar zijn opmars werd gestuit door het leger van Septimius Severus. In de grote vlakte van Issus, waar 500 jaar daarvoor Alexander de Grote de Perzische koning Darius had verslagen, botsten beide legers op elkaar. Pescennius Niger werd verslagen en 20.000 van zijn soldaten sneuvelden. De verslagen keizer vluchtte naar Antiochië en werd daar gevangengenomen en gedood.